# Mladen Bogdanović
Mladen Bogdanović (Sarajevo, 3 ottobre 1960 – Koprivnica, 22 giugno 2003) è stato un calciatore jugoslavo, di ruolo attaccante.